# Arina Avram
Arina Avram (Târgu Jiu, 1961) es una escritora y periodista rumana.

## Biografía
Arina Avram nació en Târgu Jiu y se graduó en periodismo de la Universidad de Bucarest, en 1997.  Después 2006, ella trabajó por el periódico Adevărul  y desde 2009 escribe para el periódico de mayor circulación en Rumanía, Click! 
También trabajó para los periódicos: Evenimentul Zilei (1992-1996), Cotidianul (1996-1998), National (2000-2006) y Radio Cultural. Debutó en la prensa bajo la dirección del crítico literario George Pruteanu.

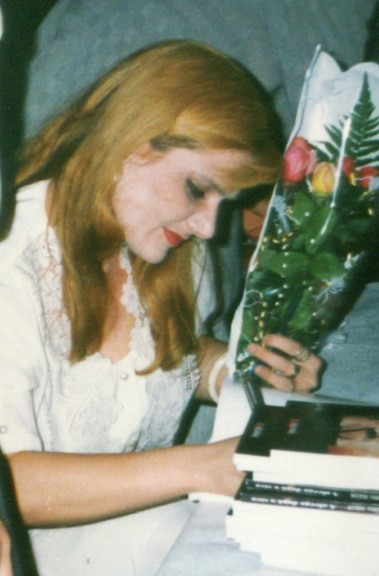
Arina Avram a punto de firmar autógrafos para la novela A alerga Dupa o Stea, 1996.

## Obra literaria
- A alerga după o stea novela, Editura Cardinal, 1996
- Ochii timpului Colección de poemas, Editura Cardinal, 1997
- Poveste de nea , libro para niños Editura Ion Creangă, 1999
- Povestiri şocante, povestiri adevărate – novelas cortas , Editura Cronicar, Bucarest, 2003, (ISBN 973-86633-5-0)
- Arta de a reuși în viață: să învățăm înțelepciunea din proverbe,[4] Enciclopedia Editura Eforie, Bucarest, 2002; Segunda edición : Editura Tritonic, Bucarest, 2004, (ISBN 973-8051-64-9)3
- Marile orașe ale lumii Enciclopedia, Editura Tritonic, Bucarest, 2004, (ISBN 973-8497-93-0)
- Femei celebre. Mică enciclopedie[5] O sută de femei pentru eternitate Enciclopedia, Editura Allfa, Bucarest, 2001, Tercera edición 2007,(ISBN 973-8457-66-1)
- Femei celebre din România - Mică enciclopedie vol. II. Enciclopedia, Editura Allfa, Bucarest, 2005, (ISBN 973-7240-40-5)
- Ispita. novela, Editura Paralela 45, Pitești, 2006, (ISBN 973-697-634-3)
- Mari minuni, mari mistere Enciclopedia, Editura Allfa, Bucarest, 2009, (ISBN 978-973-724-249-5)
- Enciclopedia înţelepciunii[6] Enciclopedia, Editura All Educational, Bucarest, 2011, (ISBN 978-973-684-745-5)
- Coincidenţa ca număr de aur[7][8] novela, Editura Allfa, Bucarest, 2014, (ISBN 978-973-724-821-3)78
- Dincolo de timp, dincolo de cuprins. Roman, Editura Hasefer, București, 2020, ISBN 973-630-458-3[9]
- Why I'm Yours, even though I'm Not Yours, 2022 ISBN 979-8433373860
- Más allá del tiempo, más allá del contenido,2022, ASIN B0B6D7PQYK [10]
- A fost oare sau n-a fost. Roman 2024, Editura ePublisher București, ISBN 978-606-049-629-8
- Fue o no fue, Tregolam Literatura Editorial, Madrid, 2025, ISBN 978-84-19277-62-6

## Traducciones
- Profesorul, traducción de la novela The Professor de Charlotte Brontë de Inglés al rumano, Editura Allfa Bucarest 2009, #(ISBN 978-973-724-175-7) Profesorul

## Críticas
- Profesor Neagu Djuvara, laureado de la Academia francesa, recomendó los volúmenes Famosas Mujeres y Famosas Mujeres de Rumania:[11] "La secuencia de 109 retratos dedicada a celebridades femeninas por Arina Avram, gracias al excelente trabajo de documentación, nos lleva a largo de la historia (antigua, época medieval, moderna, del siglo XX), un viaje en el que nos paramos en las vidas y preocupaciones de las heroínas – juguetonas, frívolas, desagradables, profundas, inspiradas, talentosas, llenas de abnegación, pero en cualquier caso, llenas de carácter ".
- El escritor Horia Garbea escribió bajo el título "Un mundo urbano en un libro", una reseña del libro « Las grandes ciudades del mundo » :"Signo de la civilización contemporánea y la continuidad de la historia, la ciudad es la unión de nacional específico y tradición con el futuro. Este significado puede resultar del libro firmado por Arina Avram y publicado por Tritonic. En el libro se presentan en orden alfabético, más de 150 ciudades de todo el mundo, de todos los continentes. Cada ciudad tiene una miniguía de dos o tres páginas. La presentación no es convencional, sino más bien sentimental, pero los datos precisos (número de habitantes, la moneda, el idioma, etc) abundan. La obra combina una cantidad considerable de información y tiene una exposición expresiva a las atracciones de ocio de cada lugar "

## Premios y distinciones
- Premio al mejor libro en prosa (novela) de 2024, otorgado por la Liga de Escritores, para la novela A fost oare sau n-a fost ("¿Fue o no fue?").

- El libro Mujeres famosas. Breve enciclopedia fue elegido como uno de los 25 mejores títulos publicados por Editura All (Editorial All).